# Vương Hy Cần
Vương Hy Cần (tiếng Trung: 王希勤; bính âm: Wáng Xīqín; sinh tháng 6 năm 1968) là một nhà giáo dục người Trung Quốc và hiện là hiệu trưởng của Đại học Thanh Hoa, nhậm chức từ ngày 25 tháng 2 năm 2022.